# Paraphylax subtilis
Paraphylax subtilis är en stekelart som beskrevs av Setsuya Momoi 1966. Paraphylax subtilis ingår i släktet Paraphylax och familjen brokparasitsteklar. Inga underarter finns listade i Catalogue of Life.